# Niasa (kolonia)
Niasa (ang. Nyasaland) – brytyjska kolonia w latach 1907–1953, położona w południowej Afryce, nad jeziorem Niasa. W latach 1953–1963 wchodziła w skład posiadłości brytyjskiej pod nazwą Federacja Rodezji i Niasy. W roku 1963 ponownie uzyskała status samodzielnego terytorium o ograniczonej autonomii, tym razem pod nazwą Malawi. Taką też nazwę nosi to państwo po uzyskaniu niepodległości w 1964.
Według spisu z roku 1911 na terytorium Niasy żyło 969 183 Negroidów, 766 Europejczyków i 481 Azjatów. W marcu 1920 białych było 1015, a Azjatów 515, zaś szacunki dotyczące czarnoskórych mówiły o 1 216 000 ludzi.

## Władze
- Gubernatorzy Niasy